# Милютин, Иван Андреевич
Иван Андреевич Милютин (8 (20) апреля 1829, Череповец — 4 (17) июля 1907, там же) — череповецкий купец 1-й и 3-й гильдий, дворянин,  Потомственный почётный гражданин г. Череповца, промышленник, просветитель, благотворитель. Череповецкий городской голова (1861—1907), тайный советник, статский советник, действительный статский советник.

## Биография
Родился в мещанской семье, занимавшейся мясной торговлей. Учился в школе всего один год, всю жизнь совершенствовался в самообразовании. В 9 лет остался без отца. С 16 лет занялся торговлей хлебом. С 19 лет, после смерти матери, возглавил семейное дело.
Совместно с братом Василием построил судоремонтный завод, Алексеевский сухой док. С 1860-х годов был председателем Рыбинского биржевого комитета. В 1870 году явился соучредителем и одним из первых акционеров основанного в Санкт-Петербурге Волжско-Камского коммерческого банка. В 1870-е годы — крупный судовладелец, осуществлявший перевозки грузов по Мариинской водной системе.
13 октября 1853 г. в звании купца 3-й гильдии был избран членом городского магистрата; в 1855 г. стал бургомистром города. В 1861 г. избран городским головой Череповца и руководил городом до конца жизни, но с перерывами: (04.02.1861 – (с ноября 1890 по июль 1891?); (с сентября 1891 по ноябрь 1891?) – 16:00,04.07.1907). Примерно с (ноября 1890 по июль 1891) до (с октября 1891 по ноябрь 1891?)  городским головой был Соколов (он же предводитель местного дворянства). В 1896 году был удостоен чина действительного статского советника, получил потомственное дворянство.
За время его деятельности на посту городского головы:
- было создано 7 учебных заведений, в том числе:
  - Александровское техническое училище (1868 — школа при механическом заводе, с 1869 г. — техническое училище, с 1 января 1874 г. передано в ведение министерства финансов);
  - Учительская семинария;
  - реальное училище (1873) — первое общеобразовательное среднее учебное заведение для мальчиков;
  - женская Мариинская гимназия;
  - женское профессиональное училище (1887).
- Устроены освещение улиц, телефонная связь;
- открыты общественная библиотека, музей, книжный магазин, аптека, типография, богадельня при соборе, дом призрения во имя св. Филиппа и Марии;
- достигнуто проведение через Череповец Северной железной дороги;
- создана гавань.

Похоронен в Череповце. Могила не сохранилась.

### Семья
Жена (с 1849 г.) — Татьяна Мартемьяновна.
Дети:
- Мария (вышла замуж за Николая Викентьевич Лентовского) — владела несколькими иностранными языками, сопровождала отца в заграничных поездках в качестве переводчицы;
- Александра — была членом попечительского совета женской Мариинской гимназии;
- Андрей (умер 14 мая 1915[3]) — Череповецкий городской голова (1910—1913);
- Василий (умер в Череповце в к. 1930-х гг. (после 1935г.) в полном одиночестве и нищете) — инженер-технолог, вместе с Марией учредил в 1888 г. сельскохозяйственную школу;
- Юлия;
- Иван (умер в 1917).

Брат — Василий (1831-?).

### Избранные публикации
Источник — каталоги РНБ
- Милютин И. А. Белое море и Волга : Записки по поводу Вятско-Двинской ж.д. — СПб.: тип. Ф. Елеонского  и К°, 1885. — 28 с.
- Милютин И. А. Водоворот : Думы и темы по поводу др. «Власть тьмы» Л. Н. Толстого. — СПб.: тип. т-ва «Обществ. польза», 1888. — 38 с.
- Милютин И. А. Значение магистральной линии железной дороги Петербург-Вологда-Вятка в области государственно-экономической и политической. — СПб.: тип. инж. Бернштейна, 1898. — 11 с.
- Милютин И. А. Значение Северной железной дороги с точки зрения местных нужд и интересов в связи с интересами Петербурга и Москвы : Записка по поводу выбора направления линий : Петербург-Вологда-Вятка-Пермь или Ухтым-Кухарка-Кострома. — СПб.: тип. А. О. Башкова, 1896. — 17 с.
- Милютин И. А. Мариинский водяной путь или продолжение Волги до Финского залива. — СПб.: тип. М-ва пут. сообщ. (А. Бенке), 1884. — 37 с.
- Милютин И. А. Между вехами по жизненному полю. — СПб.: тип. Чичинадзе, 1883. — Т. 1. — 54 с. — (Письма череповецкого городского головы к своим согражданам; Речь, сказанная им ученикам Александровского технического училища в г. Череповце).
- Милютин И. А. Новые железные дороги: Петербург-Вятка или Москва-Кыштым наиболее отвечают интересам края и государства? — СПб.: тип. инж. Бернштейна, 1899. — 13 с.
- Милютин И. А. О необходимости введения смешанного способа исполнения воинской повинности, как временной переходной меры, вызываемой особыми условиями жизни : Записки по поводу предстоящей воинской реформы. — СПб.: тип. И. Ерофеева, 1873. — 24 с.
- Милютин И. А. Основная земская единица в пределах прихода. — СПб.: тип. инж. Г. А. Бернштейна, 1903. — 48 с.
- Милютин И. А. Пора нам разобраться : Голос из провинции по поводу проекта реформы местного управления. — СПб.: тип. т-ва «Обществ. польза», 1888. — Т. 1. — 62 с.
- Милютин И. А. Речь, сказанная … в Александровском техническом училище в г. Череповце [по случаю перехода училища в ведение М-ва фин. по Деп. торговли и мануфактур]. — СПб.: тип. К. В. Трубникова и В. А. Полетика, 1874. — 32 с.
- Милютин И. А. Россия и Германия : Экономические письма. — СПб.: типо-лит. С. М. Николаева, 1894. — 100 с.
- Милютин И. А. Сибирская железная дорога с точки зрения государственно-экономической. — СПб.: тип. М-ва пут. сообщ. (А. Бенке), 1884. — 36 с.

## Награды и признание
- Орден Святого Владимира IV и III степени
- Орден Святого Станислава II и I степени
- Орден Святой Анны II степени
- звание «почётный гражданин Череповца» (4 [16] февраля 1886)[4]
- знак Красного Креста — за участие в деятельности Новгородского отдела общества попечения о раненых и больных воинах во время русско-турецкой войны 1877—1878 гг.

## Память
В Череповце:
- 4 ноября 2006 г. открыт Дом-музей городского головы И. А. Милютина;
- в ноябре 1996 г. установлен памятник И. А. Милютину (автор — член Союза художников России, Заслуженный художник России А. М. Шебунин);
- имя И. А. Милютина носит улица.

В день города 4 ноября 2005 года в Череповце открыт памятник Ивану Андреевичу Милютину, автор — известный московский скульптор Андрей Ковальчук. Высота памятника — 5 метров, площадь вокруг него получила название Площадь Милютина.